# Parti péroniste féminin
Le Parti péroniste féminin (en espagnol Partido Peronista Femenino, en abrégé PPF) était un parti politique argentin, créé en 1949 et dissous en 1955, dont seules les femmes étaient admises à être membre. Le parti eut pour première présidente Eva Perón et s’était vu garantir une part de 33 % de tous les mandats politiques que réussirait à enlever le mouvement péroniste (les deux autres tiers échéant aux syndicats et au secteur politique masculin).
L’émergence de ce parti exclusivement féminin s’explique d’une part par la prise de conscience que l’octroi récent du droit de vote aux femmes ne suffirait pas à réaliser leur pleine émancipation politique, d’autre part par une double circonstance propice : la virulence des débats masculins au sein du péronisme, virulence considérée comme incompatible avec la nature féminine, et la montée en puissance de la figure d’Eva Perón, d’ailleurs aussitôt pressentie comme présidente du nouveau parti en gestation.
Le PPF tint son congrès fondateur en août 1949, en parallèle avec le congrès de refondation du Parti péroniste (masculin). Sa doctrine se réduisait à quelques principes, dont le premier, fondamental, portait que le parti agirait en accord avec la doctrine et la figure de Juan Perón, à l’entier service du líder et de la Nation, et le deuxième prescrivait que le parti n’eût qu’une seule dirigeante, à savoir Evita. Le parti, indépendant du Parti péroniste (masculin), resterait cependant un pilier à part entière du mouvement péroniste, au même titre que le parti masculin et le secteur syndical. 
La situation inédite d’un nouveau parti politique indépendant mais restant sous l’égide d’un autre parti déjà en place nécessita une construction législative ad hoc controversée et vivement critiquée par l’opposition. Le PPF fut dissous à l’avènement de la dictature militaire de septembre 1955.

## Contexte
Après avoir obtenu le droit de vote pour les femmes en 1947, Eva Perón s’avisa que l’existence seule de cette loi ne suffisait pas à assurer que des femmes figurent aussi parmi les candidats susceptibles d’être élus. C’est pourquoi elle décida en 1949, conjointement avec d’autres femmes ayant joué quelque rôle politique en Argentine depuis 1945, de fonder le Parti péroniste féminin.
Après les journées politiques agitées de la réforme constitutionnelle et les bouleversements dans la composition du Conseil supérieur du Parti péroniste (CSPP), les dirigeants du Parti péroniste (PP) allaient orienter désormais tous leurs efforts vers l’organisation du premier congrès du parti, appelé e.a. à ouvrir la voie à l’inclusion des femmes dans les processus de décision. En particulier, il s’agissait alors également de déterminer s’il serait possible d’intégrer le groupe féminin dans la structure de parti existante, mais, ainsi que nous le verrons, la décision finale tendra à les adjoindre au Parti péroniste sous forme d’une section séparée.
Aussi la première mission du nouveau CSPP sera-t-elle de mettre sur pied la première assemblée nationale du Parti péroniste afin de jeter les bases de l’organisation définitive de ce parti, et de résoudre notamment la question principale de l’espace respectif qu’il y aura lieu d’attribuer aux différents secteurs composant le péronisme, c'est-à-dire les politiques et les comités (syndicalistes etc.), sans que, pour l’heure, il ne fût question encore de la place à assigner aux femmes.
Jusqu’à fin 1949, devant l’impossibilité de trouver des solutions organisationnelles durables aux dissensions internes, le Parti péroniste s’appliqua dans un premier temps à centraliser davantage encore le pouvoir. Cependant, les projets tendant à construire un parti ouvrier à la manière du Parti travailliste britannique ou sur le modèle d’un parti classique dans la tradition du radicalisme s’évanouirent bientôt pour faire place à une tripartition fonctionnelle entre syndicalistes, politiques et, plus tard, les femmes, c’est-à-dire les futures branches (« ramas »), dont l’identité et le type de lien à établir entre eux allaient différer de ce qu’ils étaient auparavant. En d’autres termes, le justicialisme ne put résoudre le problème de concevoir un mode d’organisation en mesure d’englober la diversité sociale et politique des membres du Parti péroniste qu’en assumant pleinement sa diversité interne et en la reflétant dans son organigramme.

## Raisons de la création d’un parti féminin
D’octobre 1945 jusqu’au milieu de 1949, les femmes avaient considérablement augmenté leur degré de participation aux affaires politiques ; toutefois, invitées à s’abstenir de s’impliquer dans les luttes internes entre secteurs au sein du Parti péroniste, elles avaient besoin par conséquent d’un lieu particulier, d’un espace propre, vu en effet qu'il était escompté qu'elles se comporteraient en politique d’une façon différente, compte tenu de la nature des femmes et de leur inexpérience sur ces terrains de lutte.
Le Parti péroniste féminin (en abrégé PPF) fut le produit d’une double circonstance qui porta à considérer que la meilleure option était de fonder un parti pour femmes exclusivement : d’abord, ainsi qu'il vient d’être indiqué, l’atmosphère conflictuelle dans laquelle se trouvait plongé le Parti péroniste dans les premières années de son existence faisait qu’il apparaissait impensable que les femmes eussent à prendre place dans la même structure que les hommes ; ensuite, et en même temps, il y eut l’élément déterminant de l’ascension de la figure d’Eva Perón, non plus déjà dans un rôle de Première dame, mais comme dirigeante politique ayant su acquérir un pouvoir jusque-là impensable pour une femme au milieu du XXe siècle. 
Les déléguées au congrès fondateur n’étaient ni les initiatrices, ni n’eurent voix au chapitre dans la définition de la structure d’organisation du nouveau parti, et la seule chose qui les maintiendra unies sera l’impératif de fidélité à la cheffe comme autorité unique d’un parti encore en devenir. Dans les mois suivant le congrès fondateur, le PPF se transformera en un parti où la symbiose entre l’architecture organisationnelle et la personnalité fondatrice d’Eva Perón sera totale et absolue, condition sine qua non du pouvoir charismatique.

## Congrès du Parti péroniste

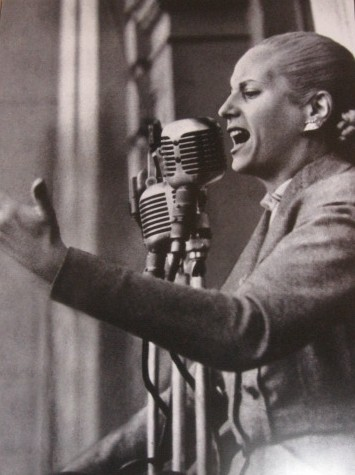
Eva Perón, première présidente du Parti péroniste féminin.

Les délégués au congrès du Parti péroniste de 1949, choisis directement par les instances de décision du parti, étaient en majorité des députés des assemblées provinciales, d’anciens membres des corps constitués nationaux, des membres du parti occupant des postes dans les organismes provinciaux du parti, et des cadres du parti susceptibles d’apporter une « contribution positive à l’assemblée ». Les déléguées (féminines) en revanche étaient toutes des femmes connues d’Eva Perón ou des personnes de haute confiance comme Elena Caporale, l’épouse de Domingo Mercante. C’étaient, de façon générale, des ouvrières, des employées, des présidentes ou membres des centres civiques féminins, des adhérentes de la fondation Eva Perón, des universitaires et des professionnelles. Le 25 juillet 1949, le congrès tint sa cérémonie d’ouverture au Luna Park de Buenos Aires, cérémonie à laquelle assistèrent, outre les 4 500 délégués (masculins), 1 500 déléguées (féminines), qui furent disposées à part. Eva Perón prit place dans la première rangée, aux côtés des principales personnalités du gouvernement, non cependant dans le rôle de Première dame, mais à titre d’une des dirigeantes d’une force politique en gestation.
Le plus important et le plus substantiel de ce congrès fut que les femmes allaient exercer une activité politique avec les mêmes droits et devoirs que les hommes, ainsi que Perón s'attacha à le souligner au début de son discours.
Depuis lors toutefois, et dès le lendemain, les hommes et les femmes péronistes se réunirent et travaillèrent séparément. La branche masculine commença ses délibérations dans le Parque Norte sous la présidence d’Alberto Teisaire. Evita, seule femme invitée à l’assemblée masculine, prononça un discours d’un contenu nettement politique où elle exposa le dessein de la nouvelle organisation féminine et se justifia en signalant que jamais il ne s’agira de soutenir tel ou tel cercle, attendu que pour elle n’existaient que des péronistes, qu’ils fussent hommes ou femmes. Pour sa part, insista-t-elle, elle n’aurait garde d’en agir comme une « politicarde » (politiquera), avec son lot d’intrigues et de bassesses, proclamant que :

« Jamais je ne ferai de politique […]. Je veux que vous voyiez en moi […] le cœur du vieux colonel Perón au sein du secrétariat au Travail et à la Prévoyance. »

Elle ajouta que le futur PPF ne chercherait pas à occuper des « positions publiques », l’objectif restant en effet d’« apporter des valeurs spirituelles et morales au parti des hommes ». De plus, elle indiqua que le mouvement qu’elle se proposait de constituer resterait strictement au service du péronisme et se consacrerait exclusivement à l’aide sociale. Elle estima enfin que la femme devait commencer à s’acquérir progressivement le « droit de construire une patrie grande et juste ». Néanmoins, l’implication envisagée des femmes dans la politique provoqua, tant au sein du péronisme que dans l’opposition, une certaine incertitude et quelque crainte, de même que des doutes quant à leur comportement lors des élections futures, outre le risque pour les hommes de voir leurs ambitions électorales compromises. Le discours officiel lors de ce congrès masculin cependant laissa entendre que les femmes ne feraient pas de politique, mais seulement de l’action sociale, au motif que « c’est ce que nous avons dans le sang ». Elles se feraient membres du parti féminin non par ambition personnelle mais pour accomplir un engagement social, spécifiquement féminin, à l’image de l’œuvre sociale que réalisait à cette même époque Eva Perón.

## Congrès fondateur du PPF
Les femmes pour leur part tinrent leurs réunions au Théâtre national Cervantes, dans le centre de Buenos Aires, théâtre dont la façade avait été ornée des portraits de Perón et d’Evita flanquant les blasons de toutes les provinces et territoires de l’Argentine, pour manifester la représentativité nationale de ce congrès. La presse fut interdite d’entrée, et toute l’information fut dispensée par le sous-secrétariat à l’Information et à la Presse de la Présidence de la Nation. Le retentissement de l’assemblée féminine fut tel que le lendemain le quotidien La Nación, habituellement peu enclin à diffuser les nouvelles du parti au pouvoir, en fit le sujet de sa une.
Juan Perón s’étant décommandé, ce fut Domingo Mercante qui se rendit à la session d’ouverture et qui, au nom du chef de l’État, donna le coup d’envoi des travaux du congrès. Après avoir donné lecture d’un salut envoyé par Perón, il vint ensuite à évoquer l’œuvre de la femme au sein du péronisme. Ayant abondamment recours au langage militaire, et s’évertuant, par l’emploi des verbes et par l’intonation, à conférer une teinte espagnole à son discours, il indiqua que dans la lutte pour le bien de la patrie, le foyer devait certes être pour les femmes « le quartier général », mais non l’unique « champ de bataille », car aujourd’hui la scène politique en était devenue un également pour les femmes, hissant ainsi dorénavant celles-ci au rang de « gardiennes du foyer national ».

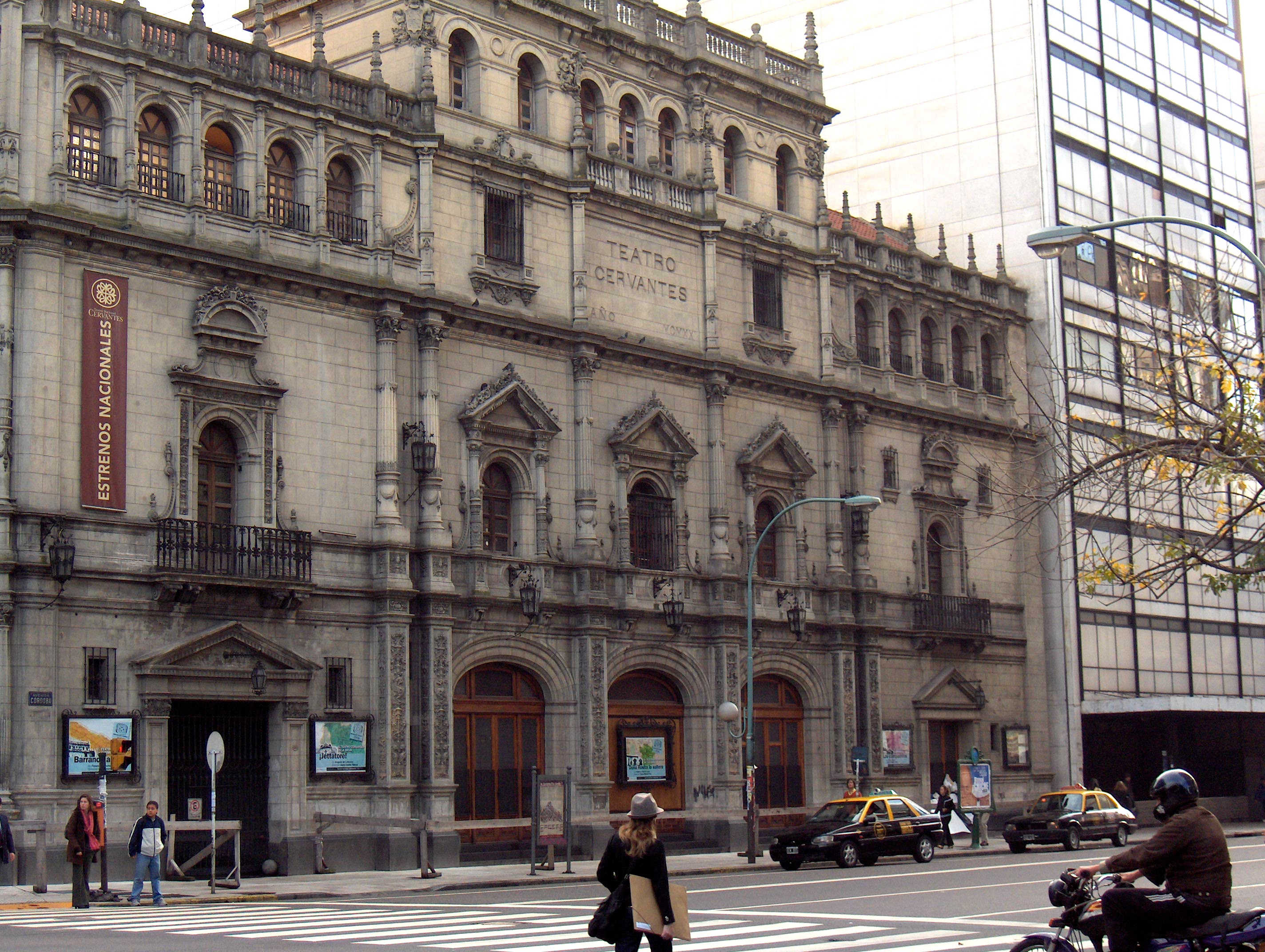
Le Théâtre national Cervantes de Buenos Aires, où se tint en août 1949 le congrès fondateur du PPF.

Eva Perón prononça un long discours dans lequel elle exposa les raisons pour les femmes de se constituer en un mouvement politique spécifiquement féminin. Un observateur nota que ce discours était dans le plus « pur style évitiste, émotif, dramatique, dans un langage passionné, de dramatique radiophonique, où la précision et l’analyse brillaient par leur absence », mais où ne faisaient pas défaut les passages dithyrambiques visant à démontrer la supériorité de Perón. Le motif qui l’avait poussée à créer ce nouveau parti était précisé comme suit :

« Le parti féminin que je dirige dans mon pays est lié logiquement au mouvement péroniste, mais est indépendant comme parti de celui dont font partie les hommes... De même que les ouvriers ne pourront être sauvés que par eux-mêmes, et de même que, ainsi que je l’ai toujours dit, le répétant à Perón, « seuls les humbles sauveront les humbles », je pense également que le salut des femmes viendra uniquement des femmes. C’est là la raison de ma décision d’instituer le parti féminin en dehors de l’organisation politique des hommes péronistes. Celui qui nous unit totalement est le Líder, unique et indiscuté pour tous. Nous unissent aussi les grands objectifs de la doctrine et du mouvement péroniste. Mais une seule chose nous divise : nous autres poursuivons un objectif propre qui est d’affranchir la femme. »

Significativement, Evita avait coutume de désigner son organisation par mouvement péroniste féminin quand elle s’adressait aux femmes, et par Parti péroniste féminin, quand elle parlait aux hommes du parti, par exemple dans son discours de Parque Norte. La dénomination de Movimiento Peronista Femenino sera maintenue jusque mai 1950, moment où l’organisation de femmes allait définitivement prendre le nom de Partido Peronista Femenino.
Pendant les journées suivantes du congrès, 200 femmes vinrent prendre la parole à la tribune quotidiennement, dans une ambiance d’ordre, de discipline, d’harmonie et d’enthousiasme. Selon différents témoignages, quelques femmes avaient été spécialement choisies pour traiter d’un ensemble de sujets prédéterminés ; l’assemblée prit ainsi l’allure d’une formalité.
Les propositions, acclamées longuement et avec ferveur, tendaient à : encadrer les femmes sous la direction et doctrine de Perón ; proposer Eva Perón comme présidente de la nouvelle organisation féminine ; favoriser la réélection de Perón ; procéder à un recensement des femmes péronistes dans tout le pays ; unifier tous les centres féminins existants. 
Elisa Duarte, sœur d’Eva Perón, subit un revers lors de ce congrès. Le premier jour de délibération, elle eut le front de faire acclamer son nom par un groupe de femmes venues de son fief Junín, qui de surcroît déployèrent une affiche à son effigie. Ce fut la seule fois qu’une femme s’enhardit à disputer le pouvoir à Evita ; cette contestation ouverte de la cheffe charismatique se solda par l’excommunication de l’opposante. À la clôture du congrès, Elisa Duarte n’eut, à l’égal des autres participantes, d’autre choix que de signer les conclusions de l’assemblée féminine qui énonçaient en particulier la volonté indéfectible de mettre en marche le Mouvement péroniste féminin, et sa détermination ferme, claire et inébranlable, de lutter jusqu’au dernier souffle aux côtés de la cheffe unique et indiscutable, Eva Perón. D’autre part, ils s’engagèrent en faveur de la réélection de Perón, mais n’approuvèrent pas la candidature de Domingo Mercante à la vice-présidence, au contraire des hommes du parti, et en dépit de ce que l’épouse de Mercante fût la secrétaire de l’assemblée féminine. Ces quelques discordances illustrent l’autonomie dont le PPF fit preuve d’emblée.
Perón fut présent à la séance de clôture de l’assemblée féminine le 29 juillet 1949. Evita prononça une allocution, faisant usage, comme en d’autres occasions, d’un langage confinant à la parole religieuse, dépeignant Juan Perón comme un être de caractère divin et elle-même, ainsi que les autres femmes péronistes, comme des « missionnaires et pèlerins de Perón ». Les femmes, qui « consolident le travail des hommes par leur sacrifice et leur ténacité […] sèmeront toute leur mystique et leur foi » péroniste d’un bout à l’autre de la patrie. La mission féminine s’appuierait sur deux grands piliers (« étais », palancas en espagnol), savoir : la doctrine « que nous recevons directement de Perón » et la « foi dans le líder ».
Par sa part, Juan Perón souligna l’importance d’une société débarrassée des préjugés et dont ne fût pas écartée une moitié de la population argentine. Son discours laissait entrevoir que pour lui la femme ne serait pas appelée à s’occuper uniquement des thématiques réputées en adéquation avec sa nature, c’est-à-dire le foyer et la famille, mais qu’elle devait être admise dans la sphère de la problématique masculine : les affaires publiques, la politique, la culture, la rationalité, la justice. Dorénavant en effet, les hommes pourraient compter sur le concours de la femme qui, sans pour autant délaisser la sphère privée, collaborerait avec eux dans la recherche de solutions aux « grands » problèmes.
Il fut convenu que le Mouvement péroniste féminin se développerait de façon autonome à l’intérieur des forces péronistes, mais délié du Conseil supérieur, quoiqu’Evita, présidente du mouvement, continuerait à faire partie dudit Conseil. L’organisation de femmes agirait de manière indépendante vis-à-vis du parti des hommes, tout en faisant partie néanmoins du mouvement péroniste conjointement avec le Parti péroniste et le syndicat CGT. Le mouvement féminin ne serait pas désigné par le vocable « branche » mais par le terme « parti », afin d’éviter qu’on le considérât comme une partie accessoire ou comme quelque émanation du Parti péroniste : le parti féminin était une entité en soi menant son existence propre et distincte.

## Doctrine
La pensée politique qu’Evita s’appliqua à transmettre dans le théâtre Cervantes fut celle qu’adoptera le PPF et qui prévaudra tout au long de la courte histoire de ce parti. Selon Evita, les femmes faisaient partie de ces secteurs qui avaient souffert d’exclusion avant la révolution du 4 juin 1943, subissant en effet

« les mêmes dénis et injustices que ceux qui tombaient sur ce peuple, s’y ajoutant la suprême injustice de ne pas avoir le droit d'élire ni d’être élue, comme si elle, qui était la garantie du foyer et de la vie et de l’éducation de ses enfants, du berceau jusqu’à l’âge adulte, apparaissait comme un poids mort pour le perfectionnement politique de la collectivité. »

Elle énuméra ensuite les vertus féminines, par opposition à celles masculines, en affirmant que les femmes étaient « la plus haute réserve morale du foyer », « les dépositaires du sens commun de l’espèce et les responsables de sa perpétuation ». En tant que mères, elles devaient, prenant pied sur le mouvement féminin, enseigner l’œuvre de Perón et inculquer sa doctrine aux infants. Les femmes devaient s’organiser politiquement en suivant une unique voie, à savoir celle de l’unité du mouvement féminin péroniste au service du chef d’État et de la Nation, et ne pouvaient aspirer à autre chose qu’à se transformer en les collaboratrices de Perón. En effet, pour une femme, être péroniste, c’était avant tout garder une fidélité, une subordination et une confiance aveugle à Perón. D’autre part, elle tint à bien clarifier qu’il n’existerait pas de courants internes et qu’il y aurait lieu de renoncer à toute ambition personnelle car celle-ci « serait préjudiciable à l’unité, à la révolution, au peuple et, par là, nuirait à Perón ». Evita en appela du reste fréquemment à l’unité des femmes. Ce discours visait à encadrer et à tracer les limites de l’activité politique féminine au sein du parti, ce dont d’ailleurs se fit l’écho la première directive organisationnelle : les femmes péronistes devaient avoir comme « grand idéal, celui de la Patrie ; comme chef unique, Perón ; et comme unique aspiration politique, servir sous les ordres d’Evita ».

## Un cadre légal taillé sur mesure
Le problème qui dès lors se fit jour était de trouver une manière de formaliser en droit l’existence d’un parti au-dedans d’un autre, avec lequel il partage symboles, dirigeants, doctrine et candidats, mais qui restent indépendants l’un de l’autre, et d’en concevoir l’expression légale.
La mise en place, dans la structure d’un autre parti préexistant, d’un parti parallèle nécessitait l’adoption de quelque réglementation nouvelle justifiant et ordonnant une telle situation, vu que jusqu’alors le cas d’une organisation politique divisée selon les sexes était sans précédent. Le dispositif légal capable de codifier cette innovation fut fourni par la loi 13.645 relative à la  réglementation ou au régime des partis politiques. L’opposition fut prise de court par le soudain dépôt de ce projet de loi, quoique depuis trois ans elle eût réclamé avec insistance l’adoption d’une réglementation sur le statut des partis politiques, et soupçonna que le projet de loi du Congrès avait pour seul objectif d’éviter la division et désagrégation du Parti péroniste, et de préserver par cette construction l’unité que ses dirigeants ne parvenaient plus à maintenir. L’intention secrète de cette loi qu’avait subodorée l’opposition se manifesta enfin, sous les espèces de l’article 8, déposé séparément, à la dernière minute, et sans avoir été préalablement communiqué à l’ensemble des législateurs.
L’article incriminé, qui avait trait aux associations féminines, portait que celles qui poursuivaient les objectifs et satisfaisaient aux exigences prévus à l’article 1er, pourraient agir sous l’égide de la personnalité politique d’un parti déjà reconnu moyennant qu’elles adhérassent à la même idéologie et fussent intégrées dans le même organigramme, sans pour autant devoir s’incorporer dans ce parti et sans les restrictions fixées à l’article 3. En outre, ces partis déjà institués pourraient faire figurer sur leurs listes électorales des candidats appartenant à une association féminine agissant sous leur dénomination politique. De cette manière, une telle association serait habilitée à solliciter sa reconnaissance comme parti politique, sans devoir se soumettre aux critères d’ancienneté et aux restrictions de rigueur.
L’opposition fit observer que cet article constituait le marchepied de la fraude électorale, en ceci que le dédoublement des partis politiques de la majorité au pouvoir autoriserait des combinaisons pouvant conduire à l’élection d’une chambre de députés par des équipes politiques feignant de se disputer la majorité et la minorité lors d’un scrutin tout en figurant en fait sur une même liste. En outre, l’opposition discernait dans la nouvelle organisation féminine en gestation un possible instrument aux mains de Perón, similaire au dispositif qui lui avait permis d’obtenir l’adhésion des travailleurs. La loi 13.645, bien que chahutée et nonobstant le vote contraire de l’opposition, fut finalement approuvée. Du reste, les partis d’opposition en subirent les conséquences lors des élections de 1951, car il ne leur fut pas alors permis de se constituer en un front électoral uni, l’article 6 stipulant en effet que toute entité résultant de la fusion, alliance ou coalition de deux partis ou plus devait obligatoirement avoir ses statuts déposés au titre d’association et être enregistrée depuis au moins trois ans.
Comme de juste, la loi 13.645 fut vigoureusement critiquée par différents groupements politiques. Les communistes et les radicaux s’y opposèrent, signalant que dans tous les pays où le droit de vote avait été accordé aux femmes, celles-ci s’étaient intégrées dans les partis politiques existants, et que la division entre partis se basait sur des questions idéologiques, sur une opposition de classe, mais jamais sur l’appartenance sexuelle. Si les femmes se définissaient politiquement d’abord par leurs intérêts, leurs idées, les aspirations du groupe social dont elles faisaient partie, alors un parti politique féminin n’avait aucun sens et était voué à l’échec. Cependant, quelques organisations importantes, telles que l’Action catholique,  pratiquaient encore une démarcation entre hommes et femmes, et leurs membres menaient leurs actions séparément ; même le Parti communiste en agissait de la sorte, par la création de l’Union des femmes argentines (Unión de Mujeres Argentinas) et, au niveau international, la Phalange féminine.
Cependant, une fois approuvée la loi, le mouvement péroniste arrêta que chacune des trois forces demeurerait indépendante des deux autres, encore que les trois entités eussent à poursuivre les mêmes objectifs généraux, même si dans l’immédiat elles s’occuperaient de secteurs différents et de problèmes distincts. Elles posséderaient leurs propres organes de décision et leur propre organisation, adaptées à leurs missions spécifiques respectives.

## Organisation
Le PPF fut organisé et fonctionna comme un parti à part, indépendant et autonome à l’égard du Parti péroniste masculin, puisqu’il comportait des structures politiques et des cellules propres et distinctes. De plus, il présenta un mode de fonctionnement expressément vertical, du haut vers le bas.
Le PPF était organisé à partir d’unités féminines de base créées dans les quartiers et les villages pour canaliser le militantisme direct des femmes.
Les affiliées au parti participaient par le biais de deux types d’unités de base :
- Unités de base syndicales, si elles étaient des salariées
- Unités de base ordinaires, si elles étaient femmes au foyer, employées de maison, ouvrières agricoles[31].

## Action politique

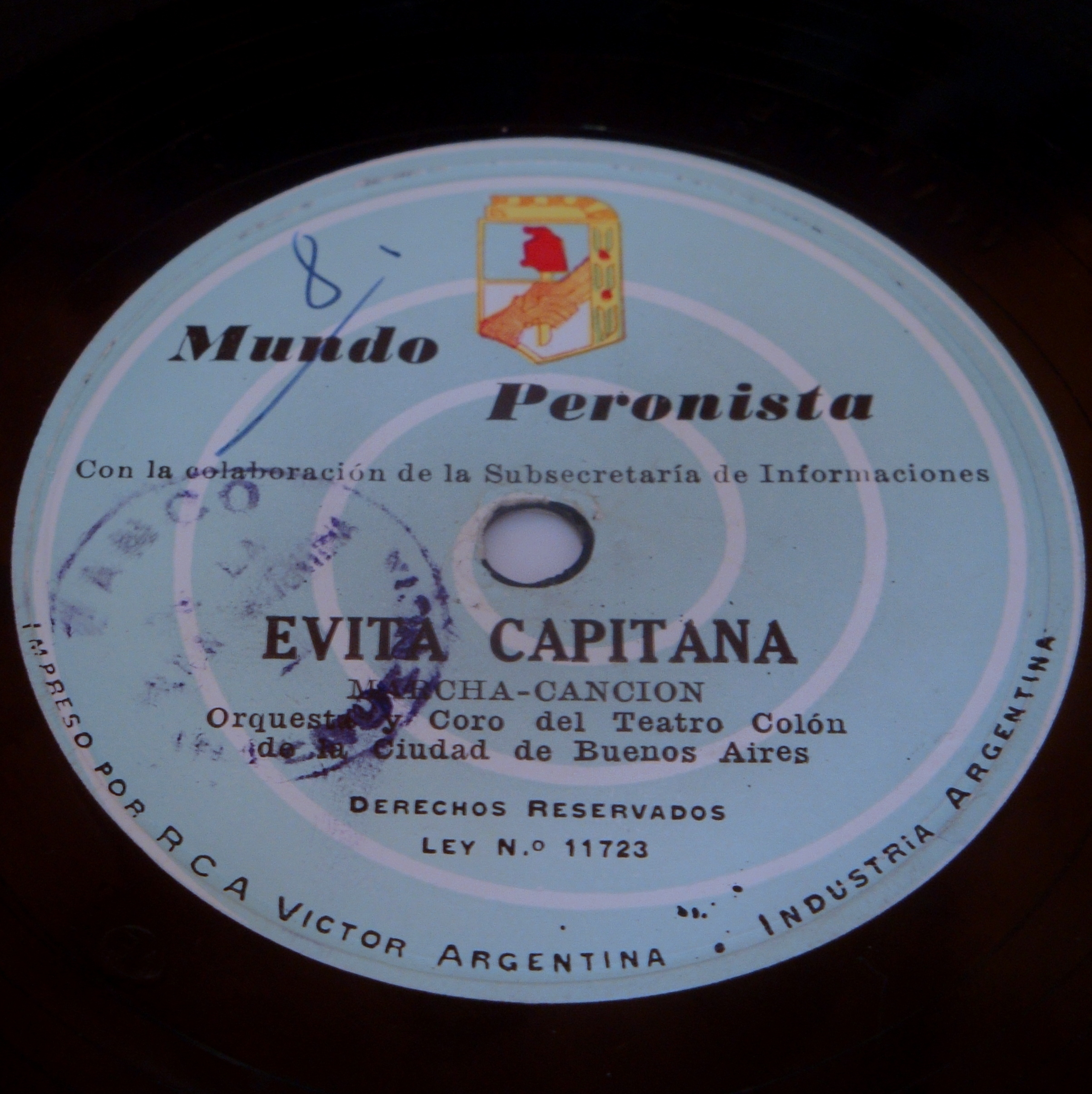
Evita Capitana, version féminine de la marche Los muchachos peronistas.

En accord avec son statut d’autonomie, le PPF obtint, en vertu d’une discrimination positive avant la lettre, qu’une part de 33 % de tous les mandats conquis par le péronisme dût lui revenir. De cette façon, un grand nombre de femmes furent élues sous l’étiquette péroniste lors du scrutin de 1951 et vinrent à occuper des charges législatives : 23 députées nationales, 6 sénatrices nationales, et si l’on ajoute les membres des assemblées législatives provinciales, l’on arrive à un total de 109 femmes élues. Les difficultés qu’éprouvaient les femmes à accéder aux responsabilités politiques, lors même que le droit leur en eût été reconnu par la loi, se trouvaient illustrées par le cas de l’Union civique radicale, deuxième parti du pays à cette époque, dans les rangs duquel aucune femme ne s’était vu accorder une position éligible.
Le 11 novembre 1951 se tinrent des élections générales. Eva Perón fut proposée par la CGT à la vice-présidence de la république, mais dut y renoncer en raison, d’une part, des pressions exercées par les secteurs conservateurs, et d’autre part, par la progression du cancer dont elle était affectée et qui allait provoquer sa mort peu de mois plus tard. À l’occasion de ce scrutin, elle émit son suffrage depuis l’hôpital où elle était soignée.
Dans la ville de Buenos Aires, les candidates du PPF étaient têtes de liste pour le sénat et le congrès, ce qui permit à María Rosa Calviño d’être élue comme sénatrice nationale, et à Delia Degliuomini, Juana Espejo et Dora Gaeta d’être élues députées au congrès national.
Dans l’intérieur du pays, Santa Fe fut l’une des premières provinces à réussir à créer un PPF structuré en 1949, sous la supervision d’Ana Carmen Macri, Josefa Sólito de Alegre et Elsa Esther Franco de Sperati, lesquelles surent mettre à profit la visite d’Evita à la ville de Santa Fe. En deux ans, Ana Carmen Macri et ses camarades parvinrent à mettre sur pied 658 unités de base.
À la mort d’Eva Perón en 1952, ce sera Delia Parodi qui lui succédera à la tête du PPF jusqu’en 1955.

## Dissolution
Le coup d’État civico-militaire, dit Révolution libératrice, qui renversa en septembre 1955 le gouvernement dirigé par le président Juan Perón, décréta la mise hors la loi du péronisme, y compris du Parti péroniste féminin. En 1972, quand le péronisme cessa d’être interdit, le PPF ne sera pas reconstitué ; en contrepartie, le Parti justicialiste admit en son sein des hommes et des femmes sur un pied d’égalité, et maintint l’ancienne règle des 33 % devant obligatoirement revenir à la « branche féminine ».

## Documentaires
- Alejandra Marino, Las muchachas, 67 min, 2011.

## Corrélats
- Péronisme
- Eva Perón
- Parti justicialiste